# فايتشيسلاف فيتيسوف
فايتشيسلاف «سلافا» ألكسندروفيتش فيتيسوف (Viacheslav "Slava" Alexandrovich Fetisov)(ويعني بالروسية: Вячеслав (Слава) Александрович Фетисов, Vjačeslav (Slava) Aleksandrovič Fetisov؛ وُلد في 20 من أبريل 1958م) هو مدافع محترف متقاعد في لعبة الهوكي على الجليد. ولعب لصالح النادي المركزي للألعاب الرياضية التابع للجيش للعبة الهوكي على الجليد في موسكو (HC CSKA Moscow) لمدة 11 موسمًا قبل الانضمام إلى دوري الهوكي الوطني (NHL)، حيث لعب مع فريق نيوجرسي ديفلز (New Jersey Devils) وفاز بكؤوس ستانلي (Stanley Cup) مع ديترويت رد وينجز (Detroit Red Wings). وكان فيتيسوف ذو فائدة كبيرة في كسر الحاجز الذي منع اللاعبين السوفيتيين من الانضمام إلى دوري الهوكي الوطني. وعلى الصعيد الدولي، استمر فترة طويلة مدربًا الفريق الوطني للاتحاد السوفيتي وفاز بميداليتين ذهبيتين في الألعاب الأوليمبية الشتوية. وباعتباره أحد أفضل المدافعين على الإطلاق، تم إجراء تصويت لصالحه على أنه لاعب من ضمن ستة لاعبين تابعين للاتحاد الدولي للعبة الهوكي على الجليد (IIHF) فريق كل النجوم المئوي.
وبعد تقاعده عن اللعب، شرع فيتيسوف في العمل السياسي والإداري. وهو الآن أحد أعضاء مجلس الشيوخ التابع للجمعية الاتحادية الروسية، ورئيس نادي الهوكي الروسي المحترف النادي المركزي للألعاب الرياضية التابع للجيش للعبة الهوكي على الجليد في موسكو التابع لدوري الهوكي القاري (KHL)، ورئيس مجلس إدارة دوري الهوكي القاري ورئيس لجنة الرياضيين التابعة للوكالة الدولة لمكافحة العقاقير (WADA). كما كان وزيرًا للرياضة في روسيا من عام 2002م وحتى عام 2008م.

## وصلات خارجية
- فايتشيسلاف فيتيسوف على موقع دوري الهوكي الوطني (الإنجليزية)
- فايتشيسلاف فيتيسوف على موقع EliteProspects.com (الإنجليزية)
- فايتشيسلاف فيتيسوف على موقع Eurohockey.com (الإنجليزية)
- فايتشيسلاف فيتيسوف على موقع HockeyDB.com (الإنجليزية)
- فايتشيسلاف فيتيسوف على موقع Hockey-Reference.com (الإنجليزية)
- فايتشيسلاف فيتيسوف على موقع أوليمبيديا (الإنجليزية)

- Fetisov at Hockey CCCP International
- NHL great Slava Fetisov returns to action at age of 51